# Rhamnus sintenisii
Rhamnus sintenisii là một loài thực vật có hoa trong họ Táo. Loài này được Rech. f. miêu tả khoa học đầu tiên.